# USA Jet Airlines
USA Jet Airlines è una compagnia aerea cargo statunitense con sede all'aeroporto di Willow Run e a Van Buren Township, Michigan. Fu fondata nel dicembre 1994 ed inizò a volare immediatamente. USA Jet opera voli charter su richiesta di merci e precedentemente voli passeggeri dall'aeroporto di Willow Run. USA Jet Airlines è una divisione di Ascent Global Logistics (ex Active Aero Group), di proprietà di Roadrunner Transportation Systems, una società di autotrasporti.

## Flotta

### Flotta attuale
A maggio 2023 la flotta di USA Jet Airlines è così composta:

### Flotta storica
USA Jet Airlines operava in precedenza con i seguenti aeromobili:
- Douglas DC-9-10
- Douglas DC-9-30

## Incidenti
- Il 1º settembre 2005, il volo USA Jet Airlines 821, un Dassault Falcon 20D operante un volo dall'aeroporto regionale della contea di Lorain all'aeroporto Internazionale di Saint Louis-Lambert, subì un impatto con volatili durante il decollo. Durante l'atterraggio senza carrello, l'aereo uscì di pista, attraversò una strada e finì in un campo. Non ci furono vittime.[7]
- Il 6 luglio 2008, il volo USA Jet Airlines 199, un Douglas DC-9-15F operante un volo dall'aeroporto regionale di Shreveport all'aeroporto di Saltillo, precipitò durante l'avvicinamento alla destinazione a circa 800 metri a nord dell'aeroporto. Nell'incidente perse la vita uno dei due piloti. Gli investigatori determinarono che a causare il disastro fu la volontà dell'equipaggio di continuare un avvicinamento che era divenuto instabile.[8]